# プリカッソ
プリカッソ（Pricasso）の名前で広く知られるティム・パッチ（Tim Patch）は、自身の男性器を用いて肖像画や風景画、女性のヌードなどを描くオーストラリア人画家である。

## 経歴
パッチはイギリスで生まれた。イングランド南東部のチチェスターにあるオークウッド予備校を卒業後、ワイト島の私立学校ベンブリッジ校に進んだ。ベンブリッジを卒業後は、ポーツマス・カレッジと王立西イングランドアカデミーに進学した。
しかし美術の学位を取ることができなかったため家具デザインのコースに進み、いったんは建築家になった。
1977年にパッチはイギリスからオーストラリアに移住し、1978年から1982年にかけて多くの木彫りやその他の作品をアートギャラリーで展示した。1984年にパッチは姉とともにHellfire Potteryと名付けた工房を立ち上げ、様々な陶芸品やセラミックアートを制作した。
2002年、パッチはアントニ・ガウディ様式の家やアートギャラリーの建設を始め、そのころからクイーンズランド州の市場で肖像画や似顔絵のアーティストとして働き始めた。
パッチは2005年頃に、男性器を用いて絵を描くアイデアを思い付いたとしている。オーストラリアのコメディアンらによる男性器を使ったパフォーマンスであるパペッティーを見た後、それにインスピレーションを受けたパッチは会場トイレの小便器の後ろに男性器でニコちゃんマークを描き、家でこれを絵の具を用いて本格的に試してみることを決めた。友人にこの制作スタイルの話をしたところ、驚いたその女性は意を決して2005年の大晦日パーティーにパッチに自分の絵を描いてもらった。
絵の評判が良かったことを受け、2006年にパッチは以降このスタイルでの画家として活動する際の名前をプリカッソ（"Pricasso"）とすることに決めた。これは、男性器の俗称の1つである"prick"とパブロ・ピカソの"Picasso"に由来するかばん語である。

## 作品と出展

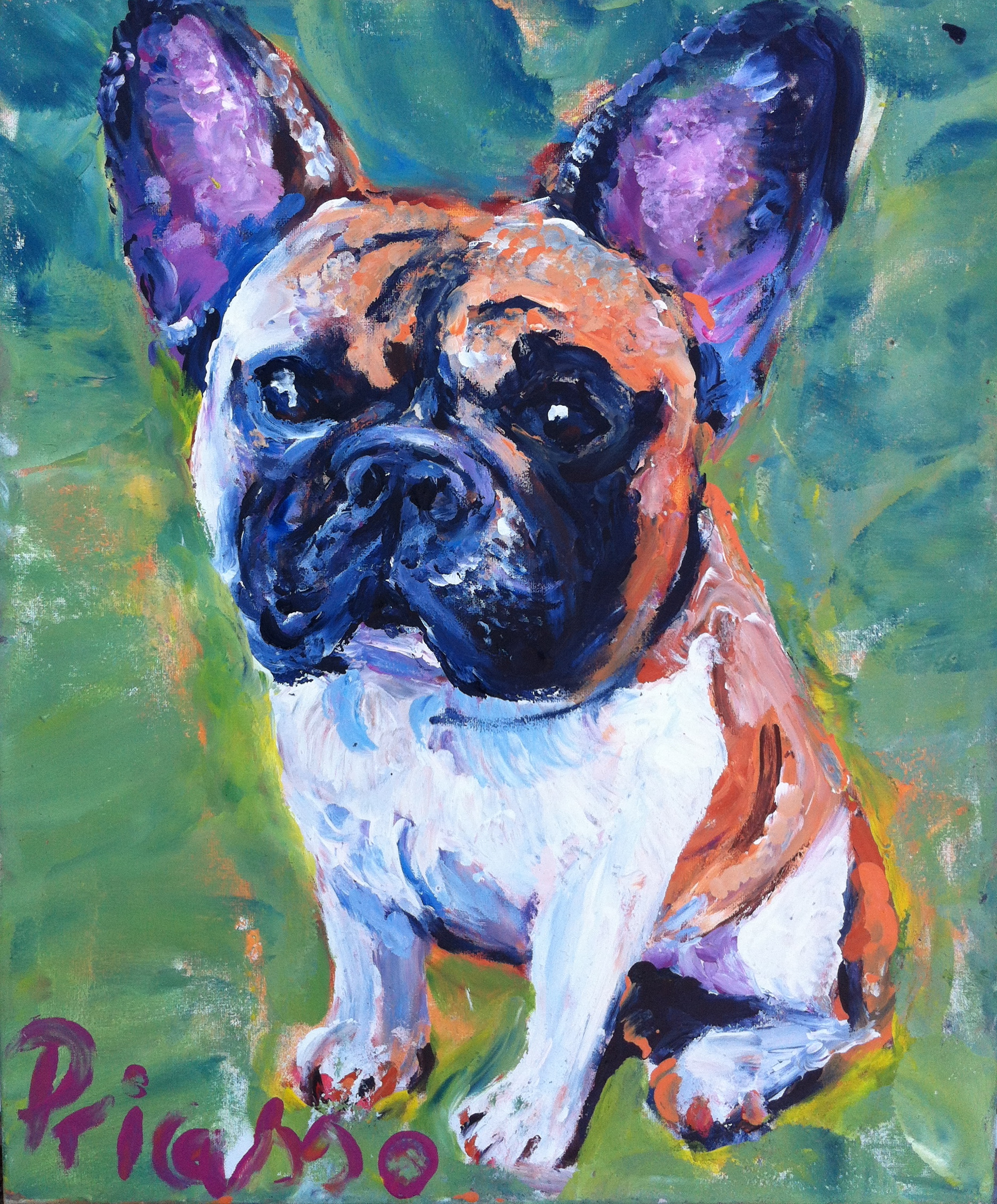
プリカッソが男性器で描いた犬の絵 （オリジナルの犬）

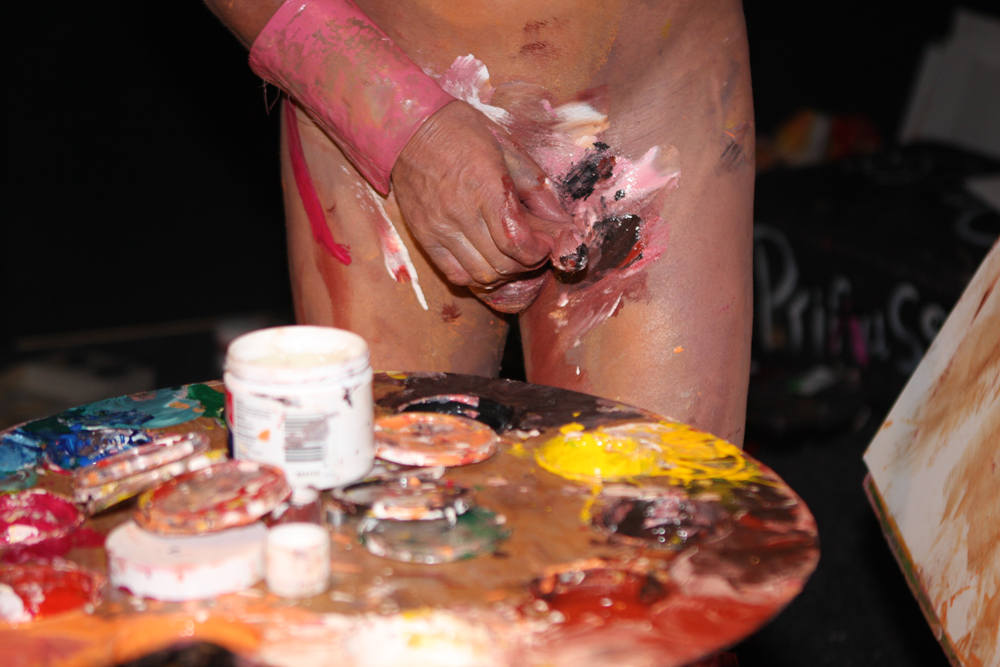
制作過程の1つとして、自身の男性器に絵の具を塗るプリカッソ

フィンランドの新聞Voimaによるインタビューで、最も難しい絵は肖像画で、見た目を正確に絵を落とし込むのになるべく20分以内で済ませるという目標を立てていると話した。時間制約がある原因は、通常の塗料には皮膚を侵食する作用を持つ石灰が含まれているからで、プリカッソはその影響を減らすべく独自の水性塗料を使用している。さらに数時間の作業に及ぶ際は、皮膚へのダメージを軽減するため、作業前にあらかじめ股間から臀部にかけてワセリンを塗布する
。
初期はアートギャラリーはプリカッソの絵に興味を持たなかったが、世界中で開催されている性をテーマにした博覧会Sexpoにて来場者の肖像画を描いて回ったことで次第に有名となっていった。
2010年にメキシコで開催されたSexpoでは、メキシコシティの当局の捜査官が事前にプリカッソのショーを確認し、出展が取りやめられた。翌2011年ではマイアミで開かれた博覧会「Xposed Expo」で北米デビューを果たし、今後開催されるXposed Expoに独占出演する契約が締結された。
コンテストへのエントリーもされるようになり、オーストラリアの著名な肖像画コンクールアーキボルド賞へは、2007年に形成外科医のヨセフ・ジョージーの絵でエントリーするも手続きに失敗したが翌2008年には自身のヌードの自画像でエントリーを果たした。
著名人はプリカッソに肖像画を頼むことを避けたがるが、中には事前に出演を公表しないという条件で自身のプライベートイベントで絵を依頼する有名人もいる。俳優のチャーリー・マーフィーもその1人である。
他にもプリカッソは、ヒュー・ヘフナーといった芸能人・文化人だけでなく、オーストラリア第25代首相のジョン・ハワードや、前任の副首相キム・ビーズリー、26代首相のケビン・ラッド、ジョージ・W・ブッシュ、ロバート・ムガベ(ジンバブエ大統領)、バラク・オバマ、エリザベス2世、ジェイコブ・ズマ(南アフリカ大統領)、トニー・ブレア、ルイス・イナシオ・ルーラ・ダ・シルヴァ(ブラジル大統領)などといった政治家・国家元首でも肖像画を納入、献上している。
2010年後半には、プリカッソはドイツのタレント発掘オーディション番組ザ・スーパータレントのシーズン4に出演した。ステージ上で女性の肖像画を描き、このパフォーマンスに対し審査員のうちシルビー・メイスは次のステージ進出に反対票を投じたが、残り2人の審査員ディーター・ボーレンとブルース・ダネルの支持を受け次のラウンドに進むことができた。
2011年11月、プリカッソはアメリカのコメディ番組Tosh.0に出演し、ダニエル・トッシュと対談したあと彼の肖像画を描いた。

## 技法への反応
モントリオール大学で芸術史を研究するニコラス・クラエは「キャンバス上でのセックス」と題した記事でプリカッソのスタイルを、かつて「精子的」と形容されてきたクラシック・モダンの画家の性的な絵のスタイルに通ずるものがあると評した。
2008年にケープタウンで開かれたSexpoの際、プリカッソは当時のケープタウン市長ヘレン・ツィレの絵を描く動画をオンラインで公開した。もちろんプリカッソの通常の絵画のスタイルで、侮辱的な意味合いは全くなかったものの、現地新聞のタイムズライブはヨハネスブルクにある少なくとも2つのアートギャラリーがプリカッソとの関係を絶ったと報じた。
この騒動を受け、モジャー・モダンギャラリーの学芸員は「プリカッソの絵に対する嘲笑は50年後には無くなり、代わって芸術の境界を打ち破った存在として評価されている可能性がある」と評した。
またヨハネスブルクにあるウィッツ・ギャラリーの主任学芸員ジュリア・チャールトンは「プリカッソの絵に一部の人々が抱いている疑問は、それが芸術かどうか、ではなくそれが”良い芸術かどうか”にある」と指摘している。
さらにチャールストンとプエトリア美術館の学芸員のピーター・ハーデンは、「彼がどのように絵を描いたかは彼の芸術的性質を決定づけるものではない」と主張し、チャールストンは「芸術は人々を喜ばせるものだけを意味するものではなく、時に挑発的になるものであり、それについて人々はあれこれと話をするべきなのだ」と付言した。ハーデンは「彼の作品は攻撃的ではなく、それらの出来が良いときだけ広く芸術と呼ばれるのだろう」と評した。
なお、プリカッソの絵を見た当のツィレ市長は、「ここは自由の国だ。自由な社会は、自身の持つ自由を異様な方法で表現する人々も時には世に放つ。もし彼がそのような絵を描きたいのであれば、私は彼の憲法上の権利を保障しなければならない。」とコメントし、プリカッソについてさらに「非常によく似た肖像画で、筆などの従来の道具を使わずにこのような絵を描けることについて想像もつかない」と話した。
2011年11月にプリカッソはゴールドコースト彫刻家協会のイベント「エキゾチック・エロティックショー」に参加した。物議を醸しうる彼の技法に対して協会のメンバーの数人はプリカッソの参加に反対し、うち1人は抗議のため協会を脱退した。プリカッソはこうした批判に対し、「私は普通の絵筆で絵を描く人々と同じほどうまく描けるし、速さに関してはむしろ彼らより速いくらいだ。批判をしたければすればいいが、他の多くの人々は私の絵を愛してくれている。」とコメントした。
プリカッソ
- 2012年のSexpoにて
- 2013年のSexpoにて
- プリカッソが描いたジミー・ウェールズの肖像画とモデル写真との比較